# Castelnuovo Bormida
Castelnuovo Bormida é uma comuna italiana da região do Piemonte, província de Alexandria, com cerca de 648 habitantes. Estende-se por uma área de 13 km², tendo uma densidade populacional de 50 hab/km². Faz fronteira com Cassine, Rivalta Bormida, Sezzadio.

## Demografia
| Variação demográfica do município entre 1861 e 2011                               |
|                                                                                   |
| Fonte: Istituto Nazionale di Statistica (ISTAT) - Elaboração gráfica da Wikipedia |